# Milord (tratamiento)
En el siglo XIX, milord (también milor) fue una palabra muy usada por parte de europeos continentales (especialmente, franceses) para dirigirse a ingleses o hablantes de inglés que parecían ser de clase alta, con los que por motivos de trabajo llegaban a ponerse en contacto (o a los que deseaban adular). No obstante, la frase inglesa "my lord" (el origen de "milord") desempeña un papel menor en el sistema británico de formas honoríficas de tratamiento, y muchos de aquellos a los que se les llamaba "milord" no eran de hecho propiamente "lores" (miembros de la nobleza). La palabra fue ocasionalmente utilizada en inglés para referirse sarcástica o jocosamente a los viajeros ingleses del exterior.
"Milord" (pronunciada normalmente, y a veces también escrita, como "M'lud") fue usada también habitualmente por los participantes en juicios (abogados, fiscales, testigos y acusados) para dirigirse al juez. En época moderna, al dirigirse al juez, es más normal decir 'Sir' aunque 'Your Honour' (o Yer 'onor en el habla Cockney) se oye en ocasiones.
El tratamiento de milord se usa hasta hoy en día en Inglaterra por nobles que ostentan el título de Lord, barón, conde, marqués, duque, etc. En general también se utiliza (como se diria en español señor, amo, supremo) simplemente para referirse a un superior.
El equivalente femenino es milady.